# Paula Sage
Paula Sage, född 1980, är en skotsk skådespelare, netballspelare och språkrör för personer med Downs syndrom.
Hon är ambassadör för föreningarna Down's Syndrome Scotland och Mencap samt beskyddare av Ann Craft-stiftelsen.
Hennes framgångar i den brittiska filmen AfterLife från 2003 gav henne BAFTA Scotland-priset för bästa debutant och pris för bästa kvinnliga huvudroll under Bratislava International Film Festival 2004.
Sage spelar även netball och har deltagit i Special Olympics som är en internationell idrottsorganisation för personer med utvecklingsstörning.